# Lamarckiana nasuta
Lamarckiana nasuta är en insektsart som först beskrevs av Henri Saussure 1887.  Lamarckiana nasuta ingår i släktet Lamarckiana och familjen Pamphagidae. Inga underarter finns listade i Catalogue of Life.